# Chiisakobé
Chiisakobé (ちいさこべえ) est un seinen manga de Minetarō Mochizuki, librement adapté d'un roman de Shūgorō Yamamoto. La série est prépubliée dans le magazine Big Comic Spirits et publiée par l'éditeur Shōgakukan en quatre volumes reliés sortis entre mars 2013 et mars 2015. La version française est éditée par Le Lézard noir en quatre tomes sortis entre octobre 2015 et novembre 2016.

## Liste des volumes
| no | Japonais          | Japonais          | Français         | Français          |
| no | Date de sortie    | ISBN              | Date de sortie   | ISBN              |
| -- | ----------------- | ----------------- | ---------------- | ----------------- |
| 1  | 29 mars 2013      | 978-4-09-185109-3 | 2 octobre 2015   | 978-2-35348-079-1 |
| 2  | 30 septembre 2013 | 978-4-09-185507-7 | 4 février 2016   | 978-2-35348-082-1 |
| 3  | 28 mars 2014      | 978-4-09-186137-5 | 2 juin 2016      | 978-2-35348-083-8 |
| 4  | 30 mars 2015      | 978-4-09-186848-0 | 17 novembre 2016 | 978-2-35348-084-5 |

## Analyse
Chiisakobé est une transposition à l'époque moderne du roman de Shūgorō Yamamoto qui se déroule à l'Époque d'Edo. L'auteur explique avoir fait ce choix d'adaptation car « les productions « d'époque » ont toujours un aspect fantasy, et je me suis dit que situer cette histoire dans une trame contemporaine la rendrait plus réaliste ».
La série est une « réaction au tsunami du 11 mars 2011, de la même manière que Dragon Head était une fantasy d'horreur sur fond de catastrophe naturelle écrite en réaction à l'effondrement économique spectaculaire de la Bourse japonaise que nous venions de connaître au début des années 90 ». L'auteur confie également s'être inspiré de l'univers du cinéaste Wes Anderson afin de réaliser son œuvre.

## Réception critique
En France, le manga est remarqué par la critique.
Pour Libération, « Chiisakobé est un récit de survivant. Le témoignage de celui qui reste, tandis que ses proches ne sont plus. En ce sens, il s’inscrit dans la longue tradition d’un manga pensé comme un marqueur des convulsions du Japon. Le traumatisme initial, celui de Shigeji comme celui du pays tout entier, appelle instinctivement un besoin de reconstruction ».
Selon Télérama, « Chiisakobé est un authentique manga, mais le cataloguer relève de l'impossible. Difficile également d'expliquer comment opère sa magie, pourquoi cette histoire au rythme lent, sans grands événements ni effets de manche graphiques, attrape l'attention du lecteur pour ne plus la lâcher (...) Mochizuki parvient aussi à montrer la poésie du quotidien si chère aux Japonais, la beauté qui se cache dans les tâches domestiques, les petits riens où l'amour et l'affection se nichent, le langage silencieux du bentō, de l'emballage, des petites attentions qui en disent si long ».
Élodie Drouard, journaliste à France Info, désigne la série comme « BD de la semaine » et juge que « malgré les thématiques abordées plutôt plombantes (le deuil, l’engagement, le renoncement, etc.), Chiisakobé n’est jamais déprimant. En dépit d’un humour toujours à la limite du malaise, c'est la poésie du quotidien que Minetarô Mochizuki excelle à nous dessiner que l'on retient ».

## Distinctions
En 2013, la série reçoit le Prix de l'excellence du Japan Media Arts Festival,. En 2016, le manga reçoit le Prix Asie de l'Association des critiques et des journalistes de bande dessinée et le tome 1 est nommé en sélection officielle du festival d'Angoulême 2016. En 2017, le tome 4 est nommé en sélection officielle du festival d'Angoulême 2017 et le manga remporte le Prix de la série de cette édition.